# Raphaël Rhul
Raphaël Rhul est un homme politique français né le 27 janvier 1881 à Roujan (Hérault) et décédé le 26 août 1957 à Béziers (Hérault).
Ouvrier à la société du gaz de Paris, il est maire de Roujan, conseiller général de l'Hérault de 1920 à 1925 et député de la Seine de 1919 à 1924, inscrit au groupe Républicain socialiste. 

## Sources
- « Raphaël Rhul », dans le Dictionnaire des parlementaires français (1889-1940), sous la direction de Jean Jolly, PUF, 1960 [détail de l’édition]